# 车府增十
蝎虎座8（车府增十），又名BD+38 4808，HD 214168、SAO 72509、HR 8603，是蝎虎座的一颗恒星，视星等为5.73，位于銀經96.38，銀緯-16.15，其B1900.0坐标为赤經22h 31m 25.2s，赤緯+39° -16.15′ 0″。